# Heavy Rotation (アルバム)
『Heavy Rotation』（ヘビーローテーション）は、JKT48の1枚目のオリジナル・アルバム。2013年2月16日にHits Recordsから発売された。JKT48としては、各チームが行う劇場公演での楽曲を収録したアルバムを販売していないため初のアルバムとなった。
歌詞はサビの決め台詞以外はインドネシア語に翻訳されている。
Type-Aについては、インドネシアでのリリース後に日本向け特別盤がリリースされることとなり、2013年4月27日、28日の「AKB48グループ臨時総会〜白黒つけようじゃないか！」物販コーナーで先行販売された後、2013年6月12日にリリース（完全予約受注販売）された。

## 収録曲
- ジャケット写真（表・前列）：アヤナ・シャハブ、シンディ・グラ
- ジャケット写真（表・後列）：シャニア・ジュニアナタ、メロディー・ヌランダニ・ラクサニ、高城亜樹、仲川遥香、ベビー・カエサラ・アナディラ、ナビラ・ラトナ・アユ・アザリア、野澤玲奈、ステラ・コルネリア、デフィ・キナル・プトゥリ、ジェシカ・フェランダ
- ジャケット写真（表・前列）：ソニア・ナタリア、レズキー・ウィランティ・ディク、センディ・アリアニ
- ジャケット写真（裏・後列）：ガイダ・ファリシャ、ディアスタ・プリスワリニ、ガブリエラ・マルガレット・ワラオー、デリマ・リズキー、フリスカ・アナスタシア・ラクサニ、ジェシカ・ファニア、ソニャ・パンダルマワン、リカ・レヨナ

### Type-A
CD
1. Heavy Rotation [4:42]
（作詞：秋元康、作曲：山崎燿、編曲：田中ユウスケ）
AKB48の17thシングル表題曲「ヘビーローテーション」のカバー。
2. Kimi no Koto ga Suki Dakara -Karena Kusuka Dirimu- [4:07]
（作詞：秋元康、作曲：織田哲郎、編曲：野中“まさ”雄一）
AKB48の14thシングルカップリング曲「君のことが好きだから」のカバー。
3. Ponytail to Chou-chou -Ponytail dan Shu-shu- [4:29]
（作詞：秋元康、作曲：多田慎也、編曲：生田真心）
AKB48の16thシングル表題曲「ポニーテールとシュシュ」のカバー。
4. Baby! Baby! Baby! [4:01]
（作詞：秋元康、作曲：上杉洋史、編曲：CHOKKAKU）
AKB48の9th配信限定シングル表題曲「Baby! Baby! Baby!」のカバー。
5. Shonichi -Hari Pertama- [3:49]
（作詞：秋元康、作曲：岡田実音、編曲：市川裕一）
『JKT48 1st Stage「パジャマドライブ」』公演の楽曲。
『チームB 3rd Stage「パジャマドライブ」』公演の楽曲「初日」のカバー。
6. Wasshoi J! [4:00]
（作詞：秋元康、作曲・編曲：Funta）
『JKT48 1st Stage「パジャマドライブ」』公演の楽曲。
『チームB 3rd Stage「パジャマドライブ」』公演の楽曲「ワッショイB!」のJKT48バージョン。
7. Oogoe Diamond -Teriakan Diamiond- [4:06]
（作詞：秋元康、作曲・編曲：井上ヨシマサ）
『チームJ 1st Stage「恋愛禁止条例」』公演の楽曲。
『チームA 5th Stage「恋愛禁止条例」』公演の楽曲「大声ダイヤモンド」のカバー。
8. Gomenne、Summer -Maafkan、Summer- [4:03]
（作詞：秋元康、作曲：俊龍、編曲：原田ナオ）
SKE48の3rdシングル表題曲「ごめんね、SUMMER」のカバー。
9. Namida Surprise! -Air Mata Surprise!- [4:40]
（作詞：秋元康、作曲・編曲：井上ヨシマサ）
AKB48の12thシングル表題曲「涙サプライズ!」のカバー。
10. Hikoukigumo -Jejak Awan Pesawat- [4:02]
（作詞：秋元康、作曲：成瀬英樹、編曲：野中“まさ”雄一）
『チームJ 1st Stage「恋愛禁止条例」』公演の楽曲。
『チームA 5th Stage「恋愛禁止条例」』公演の楽曲「ひこうき雲」のカバー。

DVD
1. Heay Rotation Music Video
ミュージック・ビデオの監督は丸山健志。
2. Memories – Looking Back on the 1st Year

特典
- 生写真（チームJ23名の中から1枚がランダムに封入）
- 通常盤握手券参加券1枚
- メッセージカード1枚（メンバーの手書）

日本向け特別盤特典
- 高城亜樹＆仲川遥香のツーショット生写真 1枚（先行販売盤は1種、予約受注販売盤は3種類の中から1枚ランダムに封入）
- JKT48 チームJ生写真（高城・仲川を除くチームJメンバー21名の中から1枚がランダムに封入）
- JKT48 メンバー直筆日本語メッセージ（全メンバー51名の中から1枚がランダムに封入、先行販売盤・予約受注販売盤初回申込分のみ）
- インドネシア国内での握手券（Handshake Ticket）

### Type-B
CD
1. Heavy Rotation
2. Kimi no Koto ga Suki Dakara -Karena Kusuka Dirimu-
3. Ponytail to Chou-chou -Ponytail dan Shu-shu-
4. Baby!Baby!Baby!
5. Shonichi-Hari Pertama-
6. Wasshoi J!
7. Oogoe Diamond -Teriakan Diamiond-
8. Gomenne、Summer -Maafkan、Summer-
9. Namida Surprise! -Air Mata Surprise!-
10. Hikoukigumo -Jejak Awan Pesawat-

特典
- 個別握手券1枚(JKT48劇場で購入のみ)
- じゃんけんカード1枚(チームJ23名×グー・チョキ・パーの3種)

## 選抜メンバー
選抜メンバー所属チームは全員チームJ

### Heavy Rotation
（センター：メロディー・ヌランダニ・ラクサニ）
- アヤナ・シャハブ、ベビー・カエサラ・アナディラ、シンディ・グラ、デフィ・キナル・プトゥリ、フリスカ・アナスタシア・ラクサニ、ガイダ・ファリシャ、ジェシカ・ファニア、ジェシカ・フェランダ、メロディー・ヌランダニ・ラクサニ、ナビラ・ラトナ・アユ・アザリア、野澤玲奈、レズキー・ウィランティ・ディク、センディ・アリアニ、シャニア・ジュニアナタ、ソニャ・パンダルマワン、ステラ・コルネリア.

### Kimi no Koto ga Suki Dakara
（センター：メロディー・ヌランダニ・ラクサニ）
- アヤナ・シャハブ、ベビー・カエサラ・アナディラ、シンディ・グラ、デフィ・キナル・プトゥリ、ガイダ・ファリシャ、ジェシカ・ファニア、ジェシカ・フェランダ、メロディー・ヌランダニ・ラクサニ、ナビラ・ラトナ・アユ・アザリア、野澤玲奈、レズキー・ウィランティ・ディク、センディ・アリアニ、シャニア・ジュニアナタ、ソニア・ナタリア、ソニャ・パンダルマワン、ステラ・コルネリア.

### Ponytail to Chou-chou
（センター：メロディー・ヌランダニ・ラクサニ）
- アヤナ・シャハブ、ベビー・カエサラ・アナディラ、シンディ・グラ、デフィ・キナル・プトゥリ、ガイダ・ファリシャ、ジェシカ・ファニア、ジェシカ・フェランダ、メロディー・ヌランダニ・ラクサニ、ナビラ・ラトナ・アユ・アザリア、野澤玲奈、レズキー・ウィランティ・ディク、リカ・レヨナ、センディ・アリアニ、シャニア・ジュニアナタ、ソニア・ナタリア、ステラ・コルネリア.

### Baby! Baby! Baby!
（センター：メロディー・ヌランダニ・ラクサニ）
- アヤナ・シャハブ、ベビー・カエサラ・アナディラ、シンディ・グラ、デフィ・キナル・プトゥリ、ガイダ・ファリシャ、ジェシカ・ファニア、ジェシカ・フェランダ、メロディー・ヌランダニ・ラクサニ、ナビラ・ラトナ・アユ・アザリア、野澤玲奈、レズキー・ウィランティ・ディク、リカ・レヨナ、センディ・アリアニ、シャニア・ジュニアナタ、ソニア・ナタリア、ステラ・コルネリア.

### Shonichi
（センター：メロディー・ヌランダニ・ラクサニ）
- アヤナ・シャハブ、ベビー・カエサラ・アナディラ、シンディ・グラ、デリマ・リズキー、デフィ・キナル・プトゥリ、ガブリエラ・マルガレット・ワラオー、ガイダ・ファリシャ、ジェシカ・ファニア、ジェシカ・フェランダ、メロディー・ヌランダニ・ラクサニ、ナビラ・ラトナ・アユ・アザリア、レズキー・ウィランティ・ディク、センディ・アリアニ、シャニア・ジュニアナタ、ソニア・ナタリア、ステラ・コルネリア.

### Wasshoi J!
（センター：メロディー・ヌランダニ・ラクサニ）
- アヤナ・シャハブ、ベビー・カエサラ・アナディラ、デフィ・キナル・プトゥリ、ガブリエラ・マルガレット・ワラオー、ガイダ・ファリシャ、ジェシカ・ファニア、ジェシカ・フェランダ、メロディー・ヌランダニ・ラクサニ、ナビラ・ラトナ・アユ・アザリア、野澤玲奈、レズキー・ウィランティ・ディク、リカ・レヨナ、センディ・アリアニ、シャニア・ジュニアナタ、ソニア・ナタリア、ステラ・コルネリア.

### Oogoe Diamond
（センター：メロディー・ヌランダニ・ラクサニ、高城亜樹）
- 高城亜樹、アヤナ・シャハブ、ベビー・カエサラ・アナディラ、シンディ・グラ、デフィ・キナル・プトゥリ、ガブリエラ・マルガレット・ワラオー、ガイダ・ファリシャ、仲川遥香、ジェシカ・ファニア、ジェシカ・フェランダ、メロディー・ヌランダニ・ラクサニ、ナビラ・ラトナ・アユ・アザリア、レズキー・ウィランティ・ディク、センディ・アリアニ、シャニア・ジュニアナタ.

### Gomenne、Summer
（センター：メロディー・ヌランダニ・ラクサニ）
- 高城亜樹、アヤナ・シャハブ、ベビー・カエサラ・アナディラ、シンディ・グラ、デフィ・キナル・プトゥリ、ガイダ・ファリシャ、仲川遥香、ジェシカ・ファニア、ジェシカ・フェランダ、メロディー・ヌランダニ・ラクサニ、ナビラ・ラトナ・アユ・アザリア、野澤玲奈、レズキー・ウィランティ・ディク、センディ・アリアニ、シャニア・ジュニアナタ、ステラ・コルネリア.

### Namida Surprise!
（センター：メロディー・ヌランダニ・ラクサニ）
- アヤナ・シャハブ、ベビー・カエサラ・アナディラ、シンディ・グラ、デフィ・キナル・プトゥリ、ディアスタ・プリスワリニ、ガイダ・ファリシャ、ジェシカ・ファニア、ジェシカ・フェランダ、メロディー・ヌランダニ・ラクサニ、ナビラ・ラトナ・アユ・アザリア、野澤玲奈、レズキー・ウィランティ・ディク、リカ・レヨナ、センディ・アリアニ、シャニア・ジュニアナタ、ステラ・コルネリア.

### Hikoukigumo
- アヤナ・シャハブ、ベビー・カエサラ・アナディラ、シンディ・グラ、デリマ・リズキー、デフィ・キナル・プトゥリ、ガブリエラ・マルガレット・ワラオー、ガイダ・ファリシャ、ジェシカ・ファニア、ジェシカ・フェランダ、ナビラ・ラトナ・アユ・アザリア、野澤玲奈、レズキー・ウィランティ・ディク、センディ・アリアニ、シャニア・ジュニアナタ、ソニャ・パンダルマワン、ステラ・コルネリア.